# 1920 في العراق
فيما يلي قوائم الأحداث التي وقعت خلال عام 1920 في العراق.

## سياسة

### تعيين في المنصب
- 11 نوفمبر – عبد الرحمن الكيلاني النقيب رئيس وزراء العراق.

## تأسيسات
- دار الكتب والوثائق الوطنية.

## مواليد

### يناير
- 1 يناير – عبد القادر رشيد الناصري
- 1 يناير – لميعة البدري طبيبة عراقية أختصت في علم الولادة والطب النسائي، وناشطة في حقوق المرأة.
- 1 يناير – نافع داود
- 1 يناير – نجم الدين السهروردي رياضي وأديب وكاتب سياسي.

### يونيو
- 22 يونيو – إلياهو ناوي سياسي إسرائيلي.[1]

### سبتمبر
- 6 سبتمبر – وديع دده
- 24 سبتمبر – عوفاديا يوسف حاخام إسرائيلي.[2]

## وفيات

### يناير
- 28 يناير – محمد الطباطبائي (مواليد 1842) ناشط إيراني.